# Žitniće
Žitniće (Servisch cyrillisch Житниће) is een plaats in de Servische gemeente Sjenica. De plaats telt 536 inwoners ().